# Kazimierz Pundyk
Kazimierz Pundyk (ur. 18 stycznia 1909 we Lwowie, zm. 20 września 1989 w Szczecinie) – polski oficer artylerii przeciwlotniczej, pułkownik ludowego Wojska Polskiego, dowódca 16 Dywizji Artylerii Przeciwlotniczej (1951–1954).

## Życiorys
Ukończył szkołę powszechną w Podwołoczyskach, następnie seminarium nauczycielskie w Tarnopolu. W 1930 r. ukończył szkołę podoficerską przy 13 pułku artylerii lekkiej w Równem, a następnie Szkołę Podchorążych Rezerwy Artylerii we Włodzimierzu Wołyńskim. W latach 1932–39 był dowódcą pododdziałów artylerii w 12 Dywizji Piechoty w Tarnopolu.
W czasie wojny obronnej 1939 był dowódcą plutonu w 12 pułku artylerii lekkiej. 18 września 1939 r. pod Iłżą został ranny i dostał się do niewoli niemieckiej. Przebywał w Stalagu XXIB Altengrabow do kwietnia 1940. Następnie pracował jako robotnik w Warszawie, a od stycznia 1942 roku jako kreślarz na kolei w Tarnopolu.
W kwietniu 1944 roku w Sumach wstąpił do ludowego Wojska Polskiego. Został skierowany na kurs dowódców baterii w Wyższej Szkole Artylerii w Czkałowie. Następnie od listopada 1944 roku był dowódcą 11 samodzielnego dywizjonu artylerii przeciwlotniczej. Po wojnie pełnił służbę jako dowódca baterii w 85 pułku artylerii przeciwlotniczej, następnie – dowódca 2 dywizjonu w 88 pułku artylerii przeciwlotniczej w Koszalinie.
Od 1 września 1950 roku był dowódcą 13 dywizjonu artylerii przeciwlotniczej w składzie 16 Dywizji Pancernej w Elblągu. Następnie do 1951 roku dowodził 82 pułkiem artylerii przeciwlotniczej. Z dniem 26 stycznia 1951 roku objął stanowisko dowódcy 16 Dywizji Artylerii Przeciwlotniczej w Koszalinie, pełniąc tę funkcję do 3 września 1954 roku.
Następnie został skierowany na kurs dowódców pułków w Oficerskiej Szkole Artylerii Przeciwlotniczej. Po ukończeniu kursu dowodził kolejno 93 pułkiem artylerii przeciwlotniczej (1957–1958), następnie 80 pułkiem artylerii przeciwlotniczej.
Od 1960 pracował jako zastępca kierownika Studium Wojskowego Politechniki Szczecińskiej. W marcu 1966 roku został przeniesiony do rezerwy.
Był członkiem PPR i PZPR.
Zmarł po ciężkiej chorobie 20 września 1989 r. Pochowany został na Cmentarzu Centralnym w Szczecinie.

## Odznaczenia
- Krzyż Komandorski Orderu Odrodzenia Polski
- Krzyż Walecznych
- Srebrny Krzyż Zasługi
- Medal 10-lecia Polski Ludowej
- Medal za Warszawę 1939–1945
- Medal Zwycięstwa i Wolności 1945
- Srebrny Medal „Siły Zbrojne w Służbie Ojczyzny”
- Brązowy Medal „Siły Zbrojne w Służbie Ojczyzny”

## Źródło
- Stowarzyszenia Przyjaciół Koszalina. przyjaciele.koszalin.pl. [zarchiwizowane z tego adresu (2018-06-24)].